# Stellidia variata
Stellidia variata là một loài bướm đêm trong họ Erebidae.